# De stalen holen
De stalen holen (Engels: The Caves of Steel) is een sciencefictionroman van Isaac Asimov met 222 pagina's en de eerste uit de Robot-reeks. De vorm van de roman is een detectiveverhaal dat echter in een toekomstige wereld speelt, waarin urbanisatie en de angst voor declassificatie ten gevolge van automatisering een hoofdrol spelen. De roman introduceert inspecteur Elijah Baley en zijn robot-partner R. Daneel Olivaw die ook in andere romans uit deze serie een rol spelen. Het verhaal werd als feuilleton gepubliceerd in Galaxy Magazine in 1953 en verscheen in 1954 voor het eerst in druk.
Het verhaal werd geschreven om Asimovs idee dat ideeën uit sciencefiction ook met andere genres vermengd kunnen worden te ondersteunen. Specifiek weerlegt de roman de uitspraak van John W. Campbell dat detective-verhalen en sciencefiction niet compatibel zijn.

## Achtergronden
De roman speelt zo'n drieduizend jaar in de toekomst, waarin vijftig planeten door de mens zijn gekoloniseerd en de Aarde een overbevolkte, zeer verstedelijkte planeet is. Bewoners van de gekoloniseerde planeten, waarvan Aurora de meest prominente is, leven meerdere eeuwen in grote luxe en hebben een overvloed aan robots om alle voorkomende werkzaamheden te verrichten. Deze Spacers ofwel Kosmieten beschouwen de kortlevende Aardlingen als barbaren. Omdat ze een grote technologische voorsprong hebben en daardoor de Aarde hebben afgesloten van verdere kolonisatie van de Melkweg, worden ze op Aarde gehaat. Om diplomatieke contacten te faciliteren hebben Kosmieten een buitenpost gebouwd, Kosmik met een muur die ze van de Aardlingen scheidt, wat aanleiding geeft tot rellen. Alleen na een zorgvldige medische keuring en ontsmetting mag een Aardling Kosmik betreden, want Kosmieten hebben geen natuurlijke afweer tegen de vele ziekteverwekkers waartegen Aardlingen immuun zijn.
Aardbewoners hebben zich in de Stalen Holen, gigantische, ondergrondse steden, teruggetrokken. Gewend aan een stedelijke cultuur, constante temperaturen en gefilterde lucht waagt geen stedeling zich buiten de beschermende muren van de stad. De gedachte dat een Aardling zich door het open veld van New York naar Kosmik begeeft wordt door Baley dan ook terstond verworpen. Vanwege de overbevolking is het leven in de steden nauwkeurig gereglementeerd. Gemeenschappelijke toiletfaciliteiten en eetzalen zijn de regel. De aanwezigheid van een wasbak met stromend water in zijn appartement wordt door Baley als een luxe beschouwd, er de aandacht op vestigen als snobisme. Kleine privileges, zoals een wasbak, meer keuze in de eetzalen of een zitplaats in het openbaar vervoer worden jaloers verdedigd en het verlies ervan wordt scherp gevoeld.
Invoering van eenvoudige, in vergelijking met die van de Kosmieten, robots zoals R. Sammy, wekt dan ook grote weerstand, met name vanwege de angst voor declassificatie en het daaraan verbonden verlies van die kleine privileges, wat niet alleen tot rellen leidt, maar ook tot een "middeleeuwerse" beweging die terugverlangt naar tijden waarin de Aarde dominant was. Dit uit zich bij verschillende personages op verschillende wijzen: Baley verdiept zich in historische drama's, zijn chef, Julius Enderby, draagt een bril en laat een raam installeren in zijn kantoor, wat uitzonderlijk is.

## Plot
In Kosmik wordt de robotdeskundige Dr. Roj Nemennuh Sarton vermoord. Kosmieten verdenken leden van een middeleeuwerse beweging en staan erop dat een Kosmiet, of liever een androïde, deelneemt aan het onderzoek. Commissaris Julius Enderby kan dit niet weigeren en vraagt zijn jeugdvriend Elijah Baley de robot als zijn partner te accepteren, met dien verstande dat Baley de zaak moet oplossen en niet zijn robot-partner. De robot in kwestie blijkt een evenbeeld van zijn maker, de vermoorde Dr. Sarton, en in eerste instantie verdenkt Baley hem ervan geen robot te zijn, maar Dr. Sarton zelf en dat er geen moord heeft plaatsgevonden. Dit idee wordt versterkt doordat R. Daneel Olivaw tijdens een opstootje, schijnbaar in tegenspraak met de drie wetten van de robotica, relschoppers met een ploffer bedreigt. Ook zijn tweede verdachte, een middeleeuwer, blijkt onschuldig maar bevattelijk voor de ideeën van Daneel omtrent hernieuwde kolonisatie. Dr. Han Fastolfe, de Aurorische ambassadeur is meer geïnteresseerd in verdere robotisering van de Aarde (een C/Fe-samenleving, zoals hij dat noemt) en het doorbreken van de, deels zelfgekozen, deels door Kosmieten opgelegde isolatie van de Aarde ten behoeve van een nieuwe golf van kolonisatie dan in het oplossen van de moord en trekt R. Daneel Olivaw terug, waarmee het onderzoek zou doodlopen. Op het nippertje weet Baley de moordenaar echter te ontmaskeren, waarbij blijkt dat niet Dr. Sarton, maar R. Daneel Olivaw het slachtoffer had moeten zijn.

## Thematiek
Als rode draad lopen thema's als verstedelijking, automatisering en de angst voor declassificatie door de roman, niet alleen verpersoonlijkt door Baley's angst om door een robot als Daneel te worden vervangen, maar concreter in de vorm van Vince Barrett die door R. Sammy is vervangen. Het verlies van privileges, zoals het recht een maaltijd uit te kiezen of meer privacy in de gemeenschappelijke sanitaire voorzieningen worden geschilderd aan de hand van Baleys herinneringen aan zijn vader, een kernfysicus die als gevolg van een ongeluk in een reactor werd gedeclassificeerd, wegkwijnde en stierf, zodat Baley als wees zonder privileges opgroeide. Niet alleen is Baley bang te worden vervangen door robots als Daneel, ook voelt hij zich boven hem verheven en laat dat ook weten, terwijl R. Daneel Olivaw vragen stelt over de aard van de mens en de menselijke samenleving en uiteindelijk de moordenaar laat gaan met de Pericope Adulterae: "Ga heen en zondig niet weer".